# فرهنگستان سلطنتی هنرهای زیبا

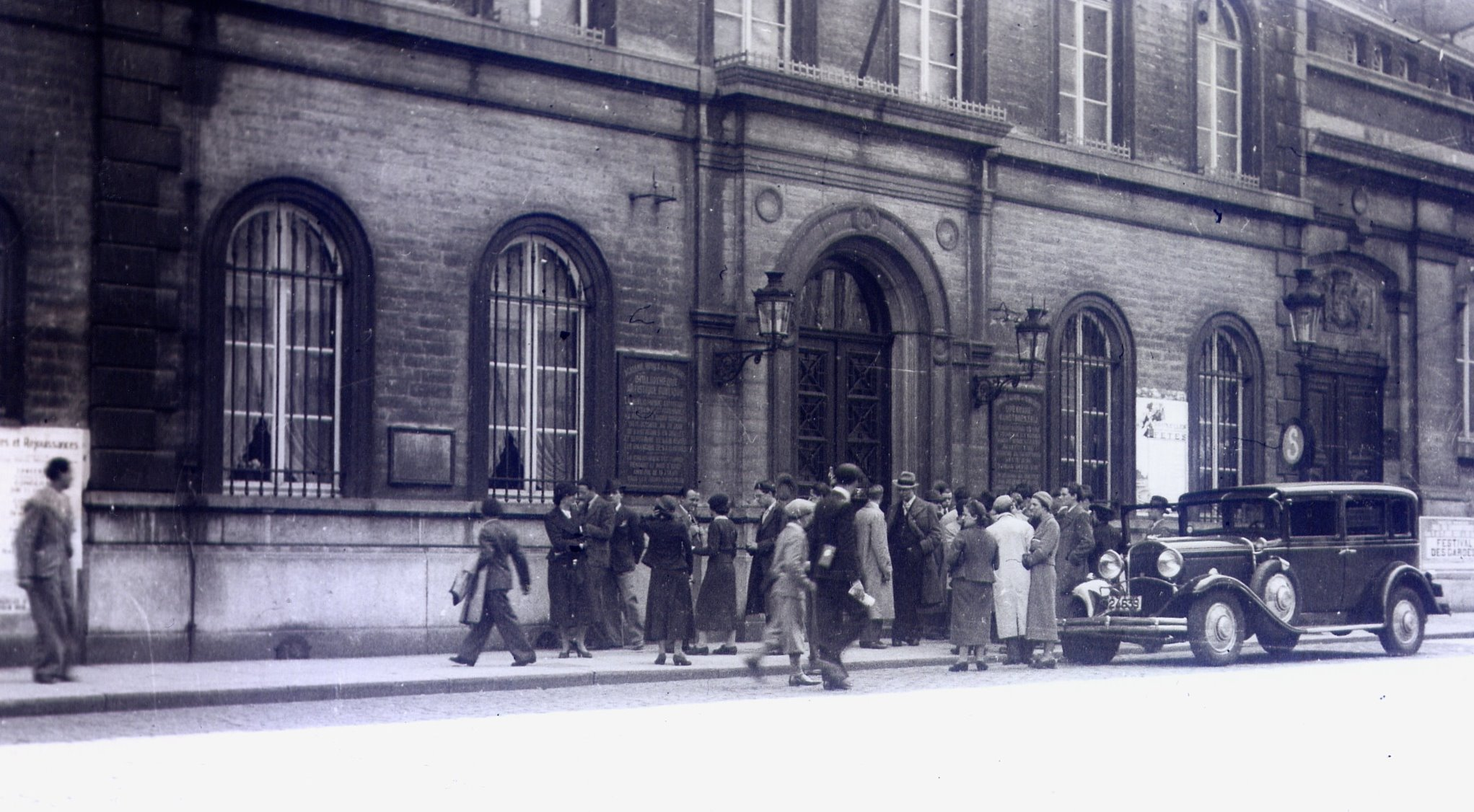
تصویری از ساختمان «فرهنگستان سلطنتی هنرهای زیبا» در بروکسل در سال ۱۹۳۵ میلادی

فرهنگستان سلطنتی هنرهای زیبا (انگلیسی: Académie Royale des Beaux-Arts) نام یک مدرسهٔ هنری قدیمی بلژیکی است که در شهر بروکسل قرار دارد و در سال ۱۷۱۱ میلادی برپا شد.
این مؤسسه آموزشی در آغاز، تنها یک اتاق در ساختمانِ شهرداری داشت. بعدتر در سال ۱۸۷۶ میلادی به ساختمانِ یتیم‌خانهٔ متروکی در «خیابان میدی» نقلِ مکان کرد و تا به امروز در همان‌جا مانده است. این ساختمان توسط معمار بلژیکی «پیر ویکتور ژامر» مرمت شد.
برخی از استادان یا دانش‌آموختگان این مرکز هنری عبارتند از: رنه ماگریت، جیمز انسور، پل دلوو، ژاک کالون و لئون دووس
معمار برجستهٔ بلژیکی «ویکتور اورتا» از سال ۱۸۶۱ تا ۱۹۴۷، استاد و رئیس این مدرسه هنری بود.

## نگارخانه

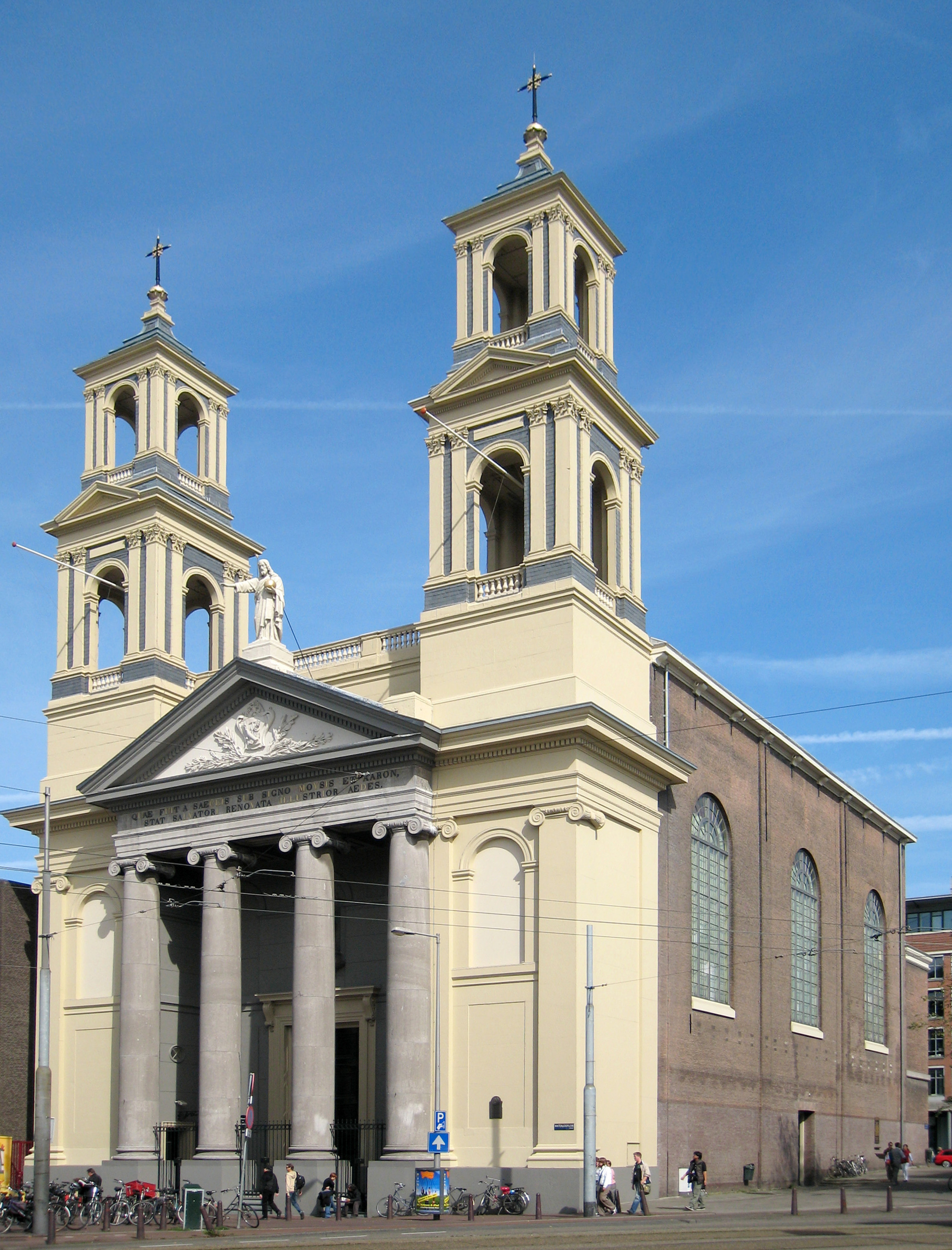
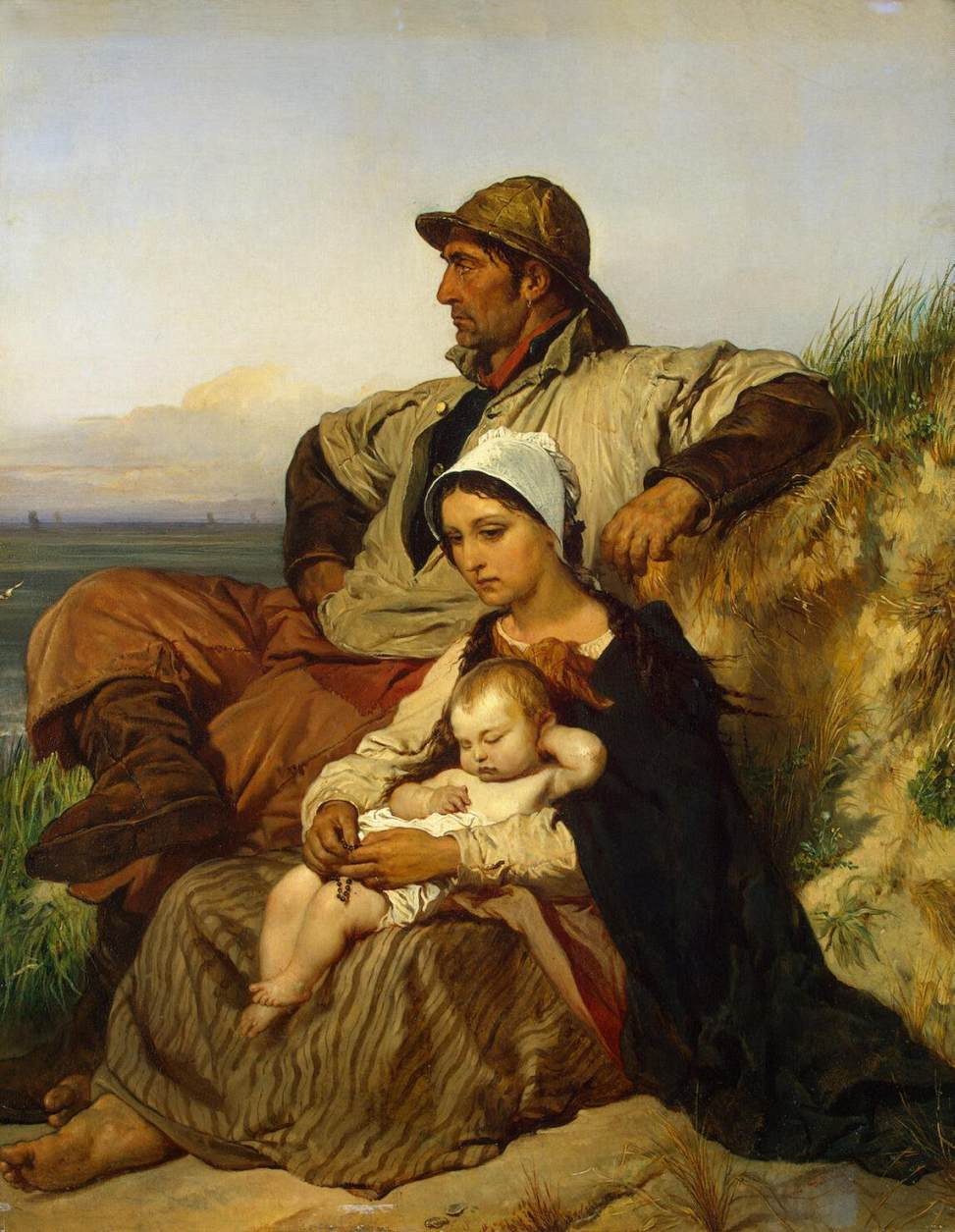
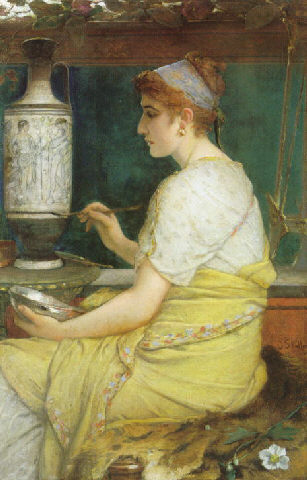